# 田嶋優希奈
田嶋 優希奈（たじま ゆきな、2003年9月9日 - ）は、日本の女子バスケットボール選手である。ポジションはポイントガード。

## 来歴
千葉県出身。
昭和学院高校でインターハイとウィンターカップ3位を経験。
2022年2月、デンソーアイリスにアーリーエントリーとして加入し、卒業後正式加入。
2024年5月、デンソーアイリスを退団。アランマーレ秋田に移籍。

## 所属歴
昭和学院高等学校→デンソーアイリス(2022年 - 2024年)